# Aleš Puš
Aleš Puš, slovenski nogometaš, * 2. avgust 1979.
Puš je nekdanji profesionalni nogometaš, ki je igral na položaju branilca. V svoji karieri je igral za slovenske klube Olimpijo, Ivančno Gorico, NK HIT Gorico, FC Luko Koper, NK MIK CM Celje in Adrio Miren ter ciprsko Ethnikos Achno. Skupno je v prvi slovenski ligi odigral 169 tekem in dosegel štiri gole. Z Gorico je osvojil tri zaporedne naslove slovenskega državnega prvaka v sezonah 2003/04, 2004/05 in 2005/06.